# Sarcotachina subcylindrica
Sarcotachina subcylindrica är en tvåvingeart som beskrevs av Josef Aloizievitsch Portschinsky 1881. Sarcotachina subcylindrica ingår i släktet Sarcotachina och familjen köttflugor.
Artens utbredningsområde är Ukraina. Inga underarter finns listade i Catalogue of Life.